# Opius medioterebratus
Opius medioterebratus är en stekelart som beskrevs av Maximilian Fischer 1972. Opius medioterebratus ingår i släktet Opius och familjen bracksteklar. Inga underarter finns listade i Catalogue of Life.